# Musikåret 1980

## Händelser

### Mars
- Mars – Abba turnerar i Japan, och ger vad som kommer att bli gruppens sista livekonsert.[1]

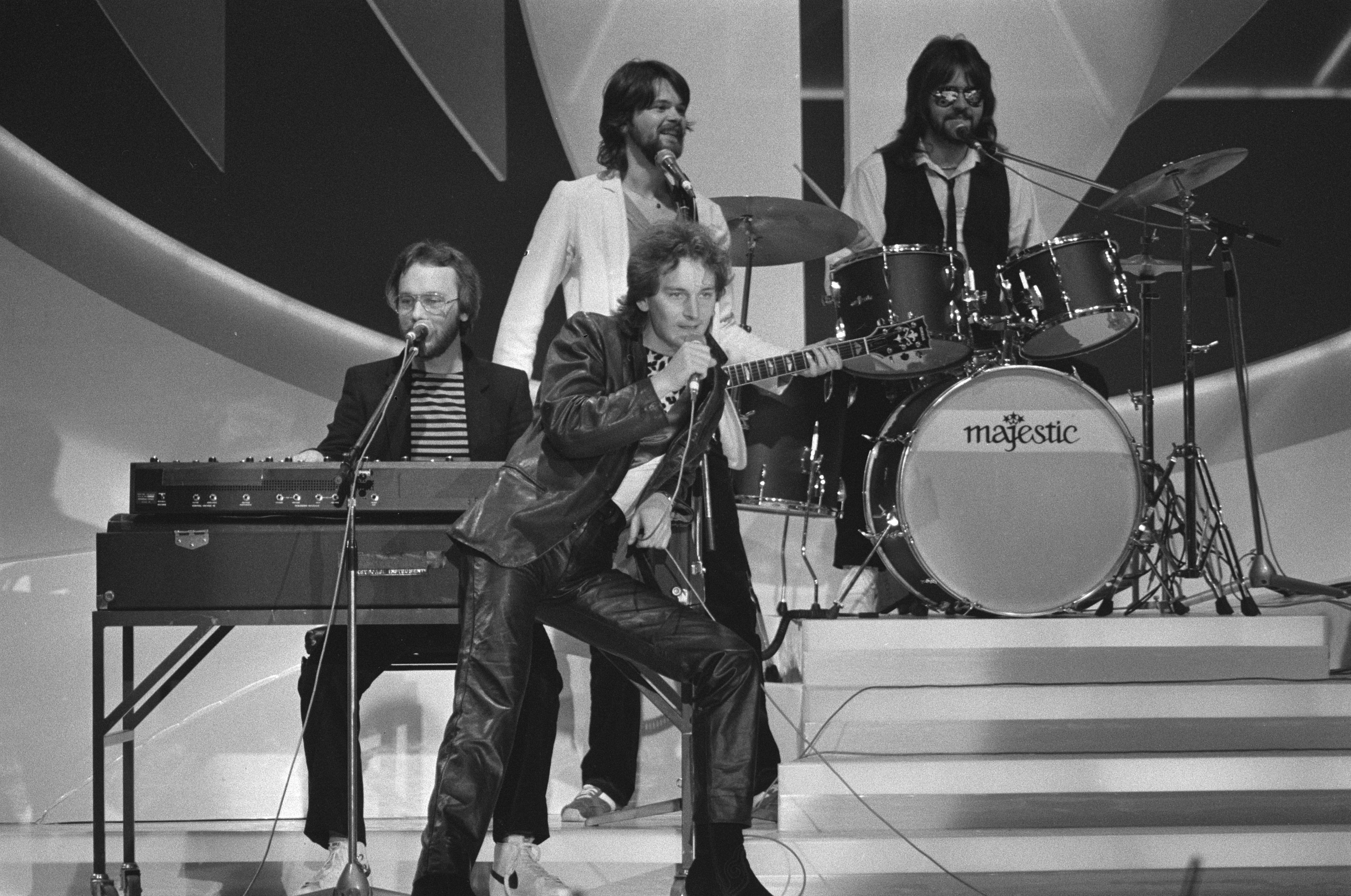
Tomas Ledin vid Eurovision Song Contest 1980

- 8 – Tomas Ledins låt Just nu vinner den svenska uttagningen till Eurovision Song Contest i TV-huset i Stockholm [2].
- 17 – Gruppen Noice slår igenom med "En kväll i tunnelbanan" på Måndagsbörsen.[3]

### April
- 19 – Johnny Logans låt What's Another Year? vinner Eurovision Song Contest i Haag för Irland [4].

### Maj
- 4 – I Köpenhamn gör Sten Broman sitt sista Kontrapunkt. Sverige vinner före Norge, Danmark och Finland.[5]

### Juni
- Juni – Sony lanserar den portabla kassettbandspelaren Walkman i USA.[6]
- 5 – Magnus Enhörning utses till chef för Rikskonserter efter Paul Lindblom från 1.[5]

### Juli
- 25 – AC/DC släpper albumet "Back in Black" vilken är Brian Johnsons första album med bandet
- 31 – Amerikanska countryrockgruppen Eagles splittras [7].

### Oktober
- 10 – Svenska rocktidningen Schlager börjar ges ut.[8]
- 12 – Vid en konsert med Blood, Sweat & Tears i Los Angeles knivdödas sju personer.[9]

### December
- 14 – 175 000 personer i kommer till Central Park i New York för hyllning till John Lennon.[5]

### Okänt datum
- Gruppen Depeche Mode bildas.
- 17-åriga Lotta Pedersen debuterar i a cappellagruppen "Trioala" i SVT:s "Nygammalt" [10].
- Sveriges riksdag beslutar att godkänna Riksförbundet Unga Musikanter som en statsbidragsberättigad ungdomsorganisation.[11]
- Polygram övertar den europeiska delen av skivbolaget Decca.[12]

## Priser och utmärkelser
- Atterbergpriset – Jan Carlstedt
- Birgit Nilsson-stipendiet – Lars Leishem
- Hugo Alfvénpriset – Agne Bäckström och Anton Lööw
- Jan Johansson-stipendiet – Red Mitchell
- Jenny Lind-stipendiet – Åsa Möckle
- Jussi Björlingstipendiet – Tord Slättegård
- Medaljen för tonkonstens främjande – Ingrid Maria Rappe, Bo Ramviken och Sven Wilson
- Nordiska rådets musikpris – Symfoni/Antifoni av Pelle Gudmundsen-Holmgreen, Danmark
- Norrbymedaljen – Anders Öhrwall
- Skandinaviens bästa countrysångare – Kikki Danielsson [10]
- Spelmannen – Olle Adolphson
- Svenska Dagbladets operapris – Anneli Alhanko

## Årets album

### A – G
- Abba – Gracias Por La Música [13]
- Abba – Super Trouper [13]
- Accept – I'm a Rebel
- AC/DC – Back in Black
- Bryan Adams – Bryan Adams

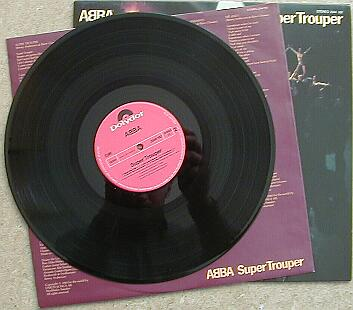
Super Trouper.

- Elisabeth Andreassen och Mats Rådberg – I'm the Singer, You're the Song [14]
- Aerosmith – Greatest Hits
- Aerosmith – Night in the Ruts
- Angel Witch – Angel Witch (debutalbum)
- The Bar-Kays – As One
- The Beach Boys – Keepin' The Summer Alive
- The Beat – I Just Can't Stop It
- George Benson – Give Me The Night
- Black Sabbath – Heaven and Hell
- Bob Marley and the Wailers – Uprising
- Bröderna Djup – Ä i teress? (Är ni klara?))
- David Bowie – Scary Monsters (and Super Creeps)
- Jackson Browne – Hold Out
- Kate Bush – Never for Ever
- Chips – Chips
- The Clash – Sandinista!
- Bootsy Collins – Ultra Wave
- Alice Cooper – Flush the Fashion
- Elvis Costello – Get Happy!!
- Crass – Stations of the Crass
- Christopher Cross – Christopher Cross (debutalbum)
- Dead Kennedys – Fresh Fruit for Rotting Vegetables (debutalbum)
- Def Leppard – On Through the Night
- Devo – Freedom of Choice
- Dire Straits – Making Movies
- The Eagles – Eagles Live
- Electric Light Orchestra – Xanadu
- Peter Gabriel – III
- Genesis – Duke
- Gill Scott-Heron – 1980

### H – R
- Herbie Hancock – Monster
- The Human League – Travelogue
- Häxfeber – Häxfeber
- Iron Maiden – Iron Maiden (debutalbum)
- Björn J:son Lindh – Våta vingar
- The Jam – Sound Affects
- Japan – Gentlemen Take Polaroids
- Keith Jarrett – The Celestial Hawk
- Keith Jarrett – G.I. Gurdjieff: Sacred Hymns
- Keith Jarrett – Nude Ants
- Billy Joel – Glass Houses
- Jethro Tull – A
- Linton Kwesi Johnson – Bass Culture
- Linton Kwesi Johnson – LKJ in Dub
- Journey – Departure
- Journey – Dream after Dream
- Joy Division – Closer
- Judas Priest – British Steel
- Kiss – Unmasked
- John Lennon – Double Fantasy
- Lill Lindfors — Och människor ser igen
- Madness – Absolutely
- The Michael Schenker Group – The Michael Schenker Group (debutalbum)
- Molly Hatchet – Beatin' the Odds
- Motörhead – Ace of Spades
- Ted Nugent – Scream Dream
- Gary Numan – Telekon
- OMD – Orchestral Manoeuvres in the Dark (debut)
- OMD – Organisation
- Ozzy Osbourne – Blizzard of Ozz (debutalbum)
- Gilbert O'Sullivan - Off Centre
- Parliament – Trombipulation
- Dolly Parton – Dolly, Dolly, Dolly
- Dolly Parton – 9 to 5 and Odd Jobs
- Tom Paxton – The Paxton Report
- Prince – Dirty Mind
- Queen – The Game
- The Police – Zenyatta Mondatta
- The Pretenders – The Pretenders (debutalbum)
- The Ramones – End of the Century
- The Rolling Stones – Emotional Rescue
- Rush – Permanent Waves

### S – Ö
- Saxon – Wheels of Steel
- Saxon – Strong Arm of the Law
- Boz Scaggs – Middle Man
- Scorpions – Animal Magnetism
- Neil Sedaka – In the Pocket
- Bob Seger & the Silver Bullet Band – Against the Wind
- The Selecter – Too Much Pressure
- Paul Simon – One-Trick Pony
- Simple Minds – Empires and Dance
- Bruce Springsteen – The River
- Steely Dan – Gaucho
- Talking Heads – Remain in Light
- Téléphone – Au Cœur De La Nuit
- Eje Thelin – Bits & Pieces
- Magnus Uggla – Den ljusnande framtid är vår
- Ultravox – Vienna
- U2 – Boy (debutalbum)
- Van Halen – Women and Children First
- Visage – Visage
- Anna Vissi – Nai
- XTC – Black Sea
- Yes – Drama

## Årets singlar och hitlåtar
Vänligen sortera soloartister på efternamn, musikgrupper på förstabokstaven (utan engelskans "The" och "A")
- Abba – Our Last Summer [13]
- Abba – Super Trouper [13]
- Abba – Happy New Year [13]
- Abba – Super Trouper [13]
- Abba – The Winner Takes It All [13]
- AC/DC – Back in Black
- AC/DC – You Shook Me All Night Long
- Aerosmith – Remember (Walking in the Sand)
- Elisabeth Andreasson och Mats Rådberg – I'm the Singer, You're the Song [15]
- Elisabeth Andreasson – Mot alla vindar
- George Benson – Give Me The Night
- Blondie – Atomic
- Blondie – Call Me
- David Bowie – Ashes to Ashes
- Bröderna Djup – Vi bor på landet (Eh cumpari)
- Jackson Browne – Boulevard
- Rocky Burnette – Tired of Toein' the Line
- Chips – Mycke' mycke' mer
- Irene Cara – Fame
- Kim Carnes – More Love
- Eric Clapton – Cocaine
- The Clash – Train in Vain
- Elvis Costello – High Fidelity
- Elvis Costello – New Amsterdam
- Christopher Cross – Sailing
- Christopher Cross – Say You'll Be Mine
- The Cure – A Forest
- The Cure – Boys Don't Cry
- Devo – Whip It
- The Eagles – I Can't Tell You Why
- The Eagles – The Long Run
- Ebba Grön – Nu släckas tusen människoliv (Nu tändas tusen juleljus)
- Electric Light Orchestra & Olivia Newton-John – Xanadu
- Steve Forbert – Romeo's Tune
- Freestyle – Fantasi
- Foreigner – Women
- Gyllene Tider – När vi två blir en [16]
- Rupert Holmes – Escape (The Piña Colada Song)
- Rupert Holmes – Him
- Dr. Hook – Girls can Get It
- Dr. Hook – Sexy Eyes
- Iron Maiden – Sanctuary
- Michael Jackson – Off the Wall
- Michael Jackson – Rock With You
- The Jam – Going Underground
- The Jam – Start!
- Joy Division – Love Will Tear Us Apart
- KC & Teri DeSario – Yes I'm Ready
- Kool and the Gang – Ladies Night
- Kool and the Gang – Too Hot
- Led Zeppelin – Fool in the Rain
- Manhattans – Shining Star
- Tomas Ledin – Just nu!
- John Lennon – (Just Like) Starting Over
- Lipps.Inc. – Funkytown
- Janne Lucas – Växeln hallå
- Bob Marley – Could You Be Loved
- Paul McCartney and Wings – Coming Up
- Olivia Newton-John – Magic
- OMD – Enola Gay
- OMD – Messages
- Pink Floyd – Another Brick in the Wall
- The Police – Don't Stand So Close To Me
- Queen – Another One Bites the Dust
- Dolly Parton – 9 to 5
- Dolly Parton – Starting Over Again
- Billy Preston & Syreeta– With You I'm Born Again
- The Ramones – Do You Remember Rock 'N' Roll Radio
- Ray,Goodman & Brown – Special Lady
- Smokey Robinson – Cruisin'
- Diana Ross – I'm Coming Out
- Diana Ross – Upside Down
- Boz Scaggs – Break Down Dead Ahead
- Boz Scaggs – Miss Sun
- Boz Scaggs – Simone
- Sheila – Spacer
- Paul Simon – Late in the Evening
- Simple Minds – I Travel
- S.O.S. Band – Take Your Time
- Spandau Ballet – To Cut a Long Story Short
- Spinners – Cupid'
- Spinners – Workin'
- Bruce Springsteen – Hungry Heart
- Bruce Springsteen – The River
- Steely Dan – Hey Nineteen
- Barbra Streisand – Woman in Love
- Styx – Babe
- Ali Thomson – Take a Little Rhythm
- Ultravox – Passing Strangers
- Ultravox – Sleepwalk
- Wizex – Sången skall klinga[17]

## Sverigetopplistan1980
| Datum                  | Låttitel                            | Artist/grupp                    | Bakgrund       |
| ---------------------- | ----------------------------------- | ------------------------------- | -------------- |
| 25 januari 1980 (2v)   | No More Tears (Enough Is Enough)    | Donna Summer & Barbra Streisand | USA            |
| 8 februari 1980 (2v)   | Video Killed the Radio Star         | The Buggles                     | Storbritannien |
| 22 februari 1980 (4v)  | Himmel No. 7 / Flickorna på TV 2    | Gyllene Tider                   | Sverige        |
| 21 mars 1980 (2v)      | Another Brick in the Wall (Part II) | Pink Floyd                      | Storbritannien |
| 4 april 1980 (6v)      | Brass in Pocket                     | The Pretenders                  | Storbritannien |
| 16 maj 1980 (2v)       | Just nu                             | Tomas Ledin                     | Sverige        |
| 30 maj 1980 (6v)       | What's Another Year                 | Johnny Logan                    | Irland         |
| 11 juli 1980 (12v)     | One More Reggae for the Road        | Bill Lovelady                   | Storbritannien |
| 3 oktober 1980 (6v)    | Upside Down                         | Diana Ross                      | USA            |
| 14 november 1980 (2v)  | Master Blaster (Jammin')            | Stevie Wonder                   | USA            |
| 28 november 1980 (2v)  | Woman in Love                       | Barbra Streisand                | USA            |
| 12 december 1980 (16v) | När vi två blir en                  | Gyllene Tider                   | Sverige        |

## Jazz
- Chuck Mangione:  Fun and Games
- George Benson:  Give me the Night
- Larsen Feyten Band:  Larsen Feyten Band
- James Blood Ulmer:  Are You Glad to Be in America?
- Ronald Shannon Jackson:  Eye on You

## Klassisk musik
- Sofia Gubaidulina – Offertorium
- Helmut Lachenmann – Ein Kinderspiel
- Trygve Madsen – Sonata for Tuba and Piano
- Arvo Pärt – De profundis
- Krzysztof Penderecki – Symphony No. 2: "Christmas"'

## Födda
- 12 januari – Amerie, amerikansk R&B-sångare.
- 21 januari – Nana Mizuki, japansk sångare och röstskådespelare.
- 28 januari – Nick Carter, amerikansk sångare, medlem i Backstreet Boys.
- 28 januari – Brian Fallon, amerikansk låtskrivare, musiker och sångare.
- 15 februari – Conor Oberst, amerikansk singer/songwriter.
- 16 februari – Andreas Viklund, svensk musikproducent, artist och internetmusikentusiast.
- 18 februari – Regina Spektor, rysk-amerikansk singer-songwriter och pianist.
- 24 februari – Anton Maiden, svensk musiker, känd för sina tolkningar av Iron Maiden.
- 26 februari – Jonas Valfridsson, svensk tonsättare.
- 27 februari – Cyrus Bolooki, trummis i New Found Glory.
- 21 mars – Deryck Whibley, kanadensisk sångare och gitarrist, medlem i bandet Sum 41.
- 22 mars – Peter Knudsen, svensk jazzpianist, kompositör och arrangör.
- 28 mars – Rasmus Seebach, dansk singer/songwriter och musikproducent.
- 12 april – Brian McFadden, irländsk musiker, vokalist i Westlife.
- 14 april – Win Butler, amerikansk-kanadensisk sångare.
- 20 april – Jasmin Wagner, kallad Blümchen, tysk sångare.
- 29 april – Kian Egan, irländsk sångare i Westlife.
- 5 maj – Maia Hirasawa, svensk-japansk sångare, textförfattare och kompositör.
- 21 maj - Gotye, belgisk-australiensisk multi-instrumentalist, låtskrivare och producent.
- 22 maj – Alexandra Kirsanova, vitrysk musiker.
- 28 maj – Mark Feehily, irländsk musiker, medlem i Westlife.
- 31 maj – Andy Hurley, amerikansk trummis.
- 7 juni – Henri Seppälä, finsk basist, medlem i Children of Bodom.
- 13 juni – Sarah Connor, tysk popsångare.
- 20 juni – Tony Lovato, rocksångare/gitarrist, medlem i Mest.
- 26 juni – Jason Schwartzman, amerikansk skådespelare, manusförfattare och musiker.
- 29 juni – Katherine Jenkins, brittisk sångare (mezzosopran).
- 5 juli – Pauly D, amerikansk DJ.
- 10 juli – Jessica Simpson, amerikansk sångare.
- 22 juli – Kate Ryan, belgisk sångare.
- 23 juli – Michelle Williams, amerikansk sångare i Destiny's Child.
- 26 juli – Dave Baksh, kanadensisk gitarrist i musikgruppen Brown Brigade.
- 12 augusti – Jade Valerie, amerikansk popsångare, låtskrivare och skådespelare.
- 16 augusti – Vanessa Carlton, amerikansk singer-songwriter och pianist.
- 20 augusti – Sebastian Zelle, svensk musiker, medlem i Natural Ex och Supernatural.
- 21 augusti – Per Egland, svensk musiker och kompositör.
- 6 september – Kerry Katona, brittisk sångare, medlem i Atomic Kitten.
- 11 september – Mikey Way, amerikansk basist, medlem i My Chemical Romance.
- 17 september – Martin Skafte, svensk tonsättare.
- 25 september – T.I., amerikansk rappare.
- 29 september – Dallas Green, kanadensisk singer/songwriter.
- 30 september – Maja Gullstrand, svensk musiker.
- 5 oktober – Paul Thomas, amerikansk musiker, basist Good Charlotte.
- 8 oktober – Robert Skowronski, svensk musiker, medlem i Natural Ex och Supernatural.
- 17 oktober – Nick Cannon, amerikansk musiker.
- 13 oktober – Ashanti, amerikansk sångare, låtskrivare, skivproducent, skådespelare och fotomodell.
- 24 oktober – Monica Brown, amerikansk R&B-sångare.
- 27 oktober – Tanel Padar, estnisk sångare.
- 29 oktober – Fabian Svensson, svensk tonsättare.
- 17 november – Ted Malmros, svensk musiker, medlem i Shout Out Louds.
- 17 november – Isaac Hanson, amerikansk musiker.
- 18 november – Dustin Kensrue, amerikansk sångare, textförfattare och rytmgitarrist i bandet Thrice.
- 26 november – Satoshi Ohno, japansk sångare.
- 28 november – Lisa Middelhauve, tysk sångare och pianist, frontfigur i Xandria.
- 10 december – Sarah Chang, amerikansk violinist.
- 14 december - Tata Young, thailändsk sångare, modell och skådespelare.
- 16 december – Leo Correia De Verdier, svensk tonsättare.
- 18 december – Christina Aguilera, amerikansk sångare.
- 24 december – Maarja, estnisk musiker.

## Avlidna
- 6 januari – Georgeanna Marie Tillman, 36, amerikansk R&B/soul sångare.
- 6 januari – Gösta Jahn, 84, svensk tonsättare och pianist.
- 7 januari – Larry Williams, 44, amerikansk rockartist.
- 13 januari – André Kostelanetz, 78, amerikansk dirigent.[5]
- 29 januari – Jimmy Durante, 86, amerikansk komiker, skådespelare, sångare och pianist.
- 19 februari – Bon Scott, 33, musiker i AC/DC
- 19 mars – Thore Christiansen, 68, svensk sångare (baryton).
- 23 mars – Jacob Miller, 27, jamaicansk sångare och låtskrivare.
- 25 mars – Walter Susskind, 76, tjeckisk-brittisk dirigent och pianist.
- 28 mars – Dick Haymes, 63, amerikansk sångare.
- 29 mars – Annunzio Mantovani, 74, orkesterledare och arrangör.[5]
- 6 april – Nils Ericson, 74, svensk skådespelare och sångare.
- 28 april – Tommy Caldwell, 30, basist i Marshall Tucker Band.
- 18 maj – Ian Curtis, 23, brittisk musiker, sångare i Joy Division, självmord.
- 30 maj – Carl Radle, 37, amerikansk basist.
- 7 juni – Henry Lindblom, 60, svensk sångare, skådespelare och tv-man.
- 8 juni – Ernst Busch, 80, tysk skådespelare, sångare och regissör.
- 20 juni – Allan Pettersson, 68, svensk tonsättare.[5]
- 21 juni – Bert Kaempfert, 56, orkesterledare och kompositör.
- 23 juni – Elsa Wallin, 80, svensk operettsångare och skådespelare.
- 27 juni – Barney Bigard, 74, amerikansk jazzmusiker (klarinett och tenorsaxofon).
- 15 juli – Ben Selvin, 82, amerikansk violinist och orkesterledare.
- 18 juli – Nils Gustafsson, 75, svensk musiker (violin).
- 23 juli – Keith Godchaux, 32, organist i gruppen Grateful Dead.
- 25 juli – Vladimir Vysotskij, 42, rysk skådespelare, sångare och poet.
- 20 augusti – Naemi Briese, 72, svensk sångare och skådespelare.
- 15 september – Bill Evans, 51, amerikansk jazzpianist.
- 25 september – John Bonham, 32, trummis i Led Zeppelin
- 27 oktober – Steve Peregrin Took, 31, engelsk musiker, medlem i T. Rex.
- 7 december – Darby Crash, 22, amerikansk sångare, medlem i The Germs.
- 8 december – John Lennon, 40, brittisk musiker, medlem i The Beatles (mördad).[5]
- 8 december – Sverre Bergh, 65, norsk dirigent, musiker och kompositör.
- 20 december – Dagmar Olsson, 72, svensk skådespelare, sångare och dansare.
- 29 december – Tim Hardin, 39, amerikansk sångare, gitarrist, låtskrivare.

### Fotnoter
1. ↑  ”ABBA”. Arkiverad från originalet den 13 februari 2012. https://web.archive.org/web/20120213102225/http://www.abbasite.com/the-story/history/stardom. Läst 28 juli 2011.
2. ↑  Poplight – Melodifestivalen Arkiverad 18 november 2018 hämtat från the Wayback Machine..
3. ↑  ”Svenska Dagbladet”. 28 september 2008. http://www.svd.se/kultur/stjarnfall_1791591.svd. Läst 31 mars 2011.
4. ↑  Poplight – Eurovision Song Contest.
5. 1 2 3 4 5 6 7   Horisont 1980. Bertmarks
6. ↑  ”A Brief History of The Walkman”. Time. Arkiverad från originalet den 9 juni 2012. https://web.archive.org/web/20120609160346/http://www.time.com/time/nation/article/0,8599,1907884,00.html. Läst 24 december 2010.
7. ↑  ”Arkiverade kopian”. London: The Times. 12 oktober 2007. Arkiverad från originalet den 18 juli 2008. https://web.archive.org/web/20080718172259/http://entertainment.timesonline.co.uk/tol/arts_and_entertainment/music/article2638985.ece. Läst 20 maj 2008.
8. ↑  ”Schlager höjde ribban”. Svenska Dagbladet. 6 oktober 2005. http://www.svd.se/kultur/schlager-hojde-ribban_464149.svd. Läst 18 september 2012.
9. ↑  ”Eighties Club”. Arkiverad från originalet den 6 augusti 2011. https://web.archive.org/web/20110806114732/http://eightiesclub.tripod.com/id104.htm. Läst 18 juli 2025.
10. 1 2  Elisabeth Andreassen fansite  – Kikki, Bettan & Lotta Arkiverad 14 mars 2016 hämtat från the Wayback Machine.
11. ↑  ”Riksförbundet Unga Musikanter”. Arkiverad från originalet den 24 maj 2012. https://archive.is/20120524214022/http://www.rum.se/viewNavMenu.do?menuID=19. Läst 15 april 2011.
12. ↑  ”78:or & film”. Arkiverad från originalet den 2 september 2019. https://web.archive.org/web/20190902185347/http://musiknostalgi.atspace.cc/decca.htm. Läst 3 juni 2011.
13. 1 2 3 4 5 6 7  ”ABBA Annual 1980”. Arkiverad från originalet den 3 maj 2005. https://archive.is/20050503185904/http://www.abbaannual.com/1980.htm. Läst 5 januari 2011.
14. ↑  Elisabeth Andreassen fansite – Skivhistorik
15. ↑  Elisabeth Andreassen fansite – Låthistorik Arkiverad 11 november 2013 hämtat från the Wayback Machine.
16. ↑  Gyllene Tiders diskografi Arkiverad 24 september 2015 hämtat från the Wayback Machine.
17. ↑  Kikkis största hits Arkiverad 18 mars 2012 hämtat från the Wayback Machine.